# Labor et Educatio
Labor et Educatio – recenzowane czasopismo naukowe (rocznik) Instytutu Pracy Socjalnej Uniwersytetu Pedagogicznego im. Komisji Edukacji Narodowej w Krakowie.
Czasopismo porusza tematykę z zakresu pedagogiki społecznej, pedagogiki pracy, edukacji, pracy socjalnej, socjologii i gerontologii. W roczniku zamieszczane są artykuły o charakterze teoretycznym i empirycznym.
Pierwszy numer wydrukowano w 2013 (zamieszczono w nim materiały dotyczące wielowymiarowości pracy ludzkiej). Redaktorem naczelnym jest Norbert Pikuła, wykładowca na Uniwersytecie Pedagogicznym w Krakowie.